# 伊喜洛布旺曲
拉鲁·伊喜罗布汪曲（藏語：ཡེ་ཤེས་ནོར་བུ་དབང་ཕྱུག་，威利转写：lha klu ye shes nor bu dbang phyug，？—1891年），拉鲁家族成员，西藏地方噶厦历任噶伦之一〔1881年 -1891年在任〕，彭错策旺（藏語：ཕུན་ཚོགས་ཚེ་དབང་，威利转写：phun tshogs tshe dbang，？－1865年〕之子，十二世达赖喇嘛之兄 。

## 生平
1866年继承其父公爵爵位，1868年赐以三品官、孔雀顶翎。1875年监造了布达拉山的达赖灵塔。1888年英国出兵西藏，他被任命为锡金边境藏军总司令。

## 隆吐山抗英

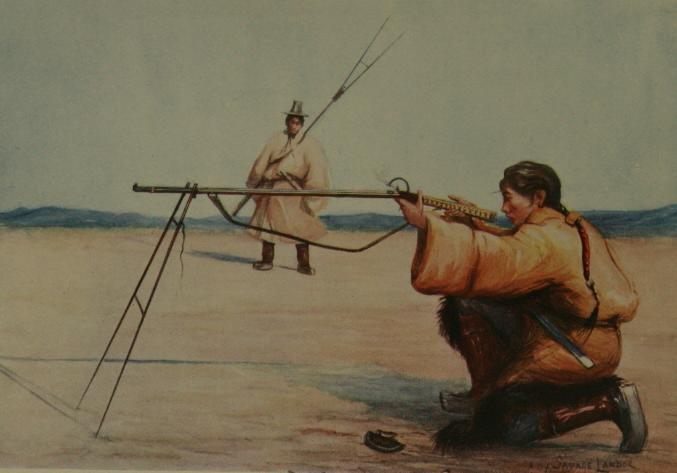
藏军士兵在练习火绳枪

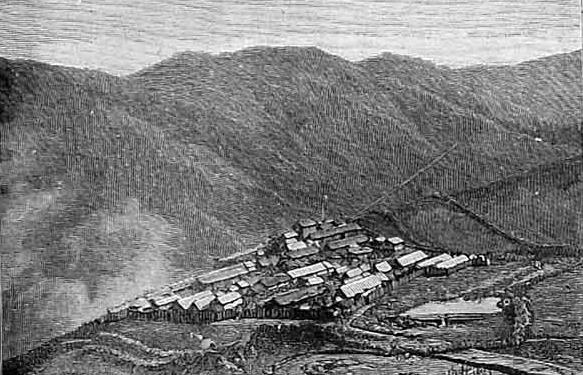
藏军在纳塘（Gnathong）的工事

第一次英國侵藏戰爭期间，1888年（光緒十四年）3月20日，英国军官纳尔率兵四、五百名，由隆吐山下的扎鲁隘口突然发动了对藏军的进攻。守卫隆吐山的藏军仅有一个营，约200人，在隆吐山高地碉堡配置的生铁铸造的称之为“色石”的两尊大炮轰击下，手持土枪、刀、弓箭、矛等兵器的藏军，将英军击退。3月21日晨，英军再度发动进攻，遭藏军毙伤英军大约百余人，藏军五团甲本欧珠次仁等18名英雄也在这次战斗中壮烈牺牲。3月25日，英军调来大批援军，派格雷姆〔托马斯·格拉汉姆准将〕将军率队又一次进攻，并运来了大炮等重型武器，接连用密集的炮火向隆吐山阵地狂轰滥炸，造成藏军很大伤亡，藏军阵地工事全摧毁，损失惨重，情况危急。此时噶厦摄政德木·阿旺洛桑赤列绕杰派来的锡金边境藏军总司令噶伦拉鲁·伊喜罗布汪曲亲临前线，继续指挥战斗，顽强地守御隆吐山阵地。然而，藏军终因寡不敌众，无奈突围，隆土失守，“色石”也被英军缴获。藏军退至捻纳附近的卓玛依等地。
拉鲁·伊喜罗布汪曲为了收复失地，积极部署力量，不断组织反攻。
1888年6月，藏军3000人向隆吐山第二次反攻，企图收复失地，但结果又遭失败。
一批批从康区、工布、波密等地征调的军队经过拉萨开往前线，十三世达赖亲自为每个藏军战士摩顶祝福。8月，援军到达亚东前线，集结军民武装一万余人，与英军对峙。9月，拉鲁·伊喜罗布汪曲指挥藏军在捻纳山、都纳山两山头扎营扼守，部署第三次反攻。
1888年10月，藏军第三次反攻开始，这次藏军乘英军夜晚驻扎在距纳塘一英里半的地方，于一夜之间，在海拔4115米的提俄可岭上筑起了一道长三里、高三、四尺的屏障。到第二天拂晓，被英军发觉，“惊诧为鬼工”，英人于是便“举队前进”，向聚集在此的数千名藏兵“开炮轰击，藏人终至大败涂地”，纳塘就此落入敌手，英军乘胜追击，藏军“连夜奔逃，以致咱利（今则里拉山口）、亚东、朗热等隘同日失去”，“统带噶布伦公爵伊喜洛布汪曲于二十日败回仁进冈”，遇江孜守备都司萧占先，“伊喜洛布汪曲仓皇面告萧占先云，洋兵火炮甚利，万难抵敌，赶紧迅速同走逃命为是”，“言语之间，枪声不断，（英军）旋踵而至”，“伊喜洛布汪曲见洋兵已近，飞窜而去”。
江孜守备萧占先奉文庄命，往止藏番无妄动，闻败，立江孜泛帜于道。英兵见之，乃止不攻。占先与英将萨海会于仁进冈，占先曰：“奈何涉吾境？”萨海曰：“藏番来攻，追之及此。”占先曰：“藏番，吾属也。乱番可诛，良番何罪，受此屠戮？君独不念中英两国之谊乎？”萨海曰：“惟然，故入境无所犯。天气渐寒，今归耳。”乃退师。
据《泰晤士报》估计，在藏军三次反攻这三个多月的战事中，有l000多名藏军和平民被英军杀害。

## 家庭

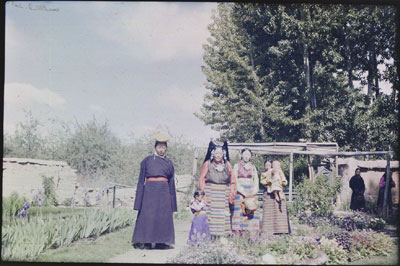
儿媳拉鲁拉姜与家族成员在德喜林卡

- -     - 子：晋美朗杰，（约1884年－1918年），1892年承袭爵位。先后有三任妻子，分别为噶伦夏扎·班觉多吉的两位女儿与班觉多吉之妹央宗次仁。
    - 儿媳：拉鲁拉姜（藏語：ལྷ་ལྕམ་，威利转写：lha lcam，1876年－1959年）：本名央宗次仁，夏扎·班觉多吉之妹。在嫁入拉鲁家族前还曾为朗顿·顿珠多吉外室。